# 董应运
董应运，善化人，清朝政治人物。

## 生平
董应运曾于乾隆五十年接替瑚图灵阿任龙岩州知州一职，乾隆五十年由何茹連接任。